# Tom Cruise
Tom Cruise (Siracusa, Nova York, 3 de juliol de 1962) és un actor i productor estatunidenc. Va començar a ser conegut per la pel·lícula Top Gun i encarna Ethan Hunt, el protagonista de la sèrie de pel·lícules Mission: Impossible.

## Biografia
El seu pare, Thomas Cruise Mapother III, era enginyer elèctric, i la seva mare, Mary Lee, era professora. La família va viure en molts llocs, a causa de la inestabilitat laboral del seu pare, però finalment s'instal·len a Ottawa, Canadà. De nen, tenia passió per a l'esport, i en feia molt: bàsquet, futbol, lluita, hoquei, beisbol... Té tres germanes: Mary Lee, Marian i Cass. Quan tenia 12 anys, els seus pares es van divorciar. Mary, la seva mare, se'n va del Canadà, i s'instal·la amb els seus quatre fills a Kentucky.
Als 15 anys, Tom Cruise no estava predestinat a ser actor. En efecte, després d'un any passat en un monestir franciscà, està a punt per entrar a l'orde. A l'institut, descobreix l'ofici d'actor fent obres com Godspell, després d'haver estat obligat a deixar la lluita per una ferida important, obligant-lo així a triar una activitat menys física. Desembarca a Nova York el 1980 als 18 anys, i el 1981 fa la primera aparició a Endless Love de Franco Zeffirelli, començant així la seva carrera cinematogràfica. El mateix any fa el paper d'un jove militar a Més enllà de l'honor de Harold Becker.
Els tres anys següents són decisius: Francis Ford Coppola el col·loca primer de tot, enmig d'una generació de joves actors de futur prometedor a Rebels. Després apareix a tres pel·lícules més, entre les quals Risky Business. El 1985, Ridley Scott li dona el paper d'heroi de fantasia a Legend. Finalment és amb el germà d'en Ridley, Tony Scott, que Tom Cruise es fa famós.
En paral·lel amb els seus èxits, prova amb el cinema d'autor, que el traurà de la seva crisi emocional. Fill espiritual de Paul Newman, i «as» del billar a El color dels diners, germà responsable i emotiu veterà paralític de la Guerra del Vietnam a Born on the Fourth of July, advocat a The Firm, aquest actor d'un metre 70 fa un camí eclèctic, i es guanya tots els públics, ampliant fins i tot el seu registre el 1994 amb Entrevista amb el vampir, on encarna un vampir homosexual.

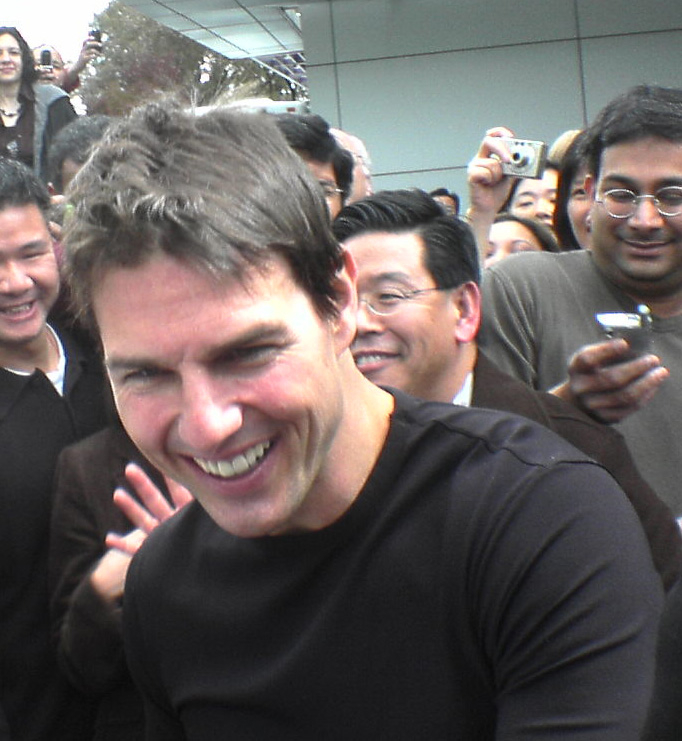
Tom Cruise en una conferència californiana de Yahoo!

El 1992, s'associa amb la seva agent Paula Wagner, i agafa la gorra de productor de cinema per finançar el 1996 Missió: Impossible. Ha produït les tres??? pel·lícules Missió: Impossible, i la pel·lícula d'Amenabar The Others. A l'última pel·lícula de Stanley Kubrick, Eyes Wide Shut, fa parella, en plena crisi sentimental, amb Nicole Kidman. El 2002 treu suc de la seva col·laboració amb Steven Spielberg, a la pel·lícula de ciència-ficció Minority Report. Després de l'èxit de L'últim samurai el 2004, fa la pel·lícula de suspens de Michael Mann, Collateral (agost del 2004). L'estiu del 2005, surt el segon fruit de la col·laboració Cruise/Spielberg, La guerra dels mons, abans de fer Missió: Impossible III el 2006.
El 22 d'agost del 2006, l'estudi estatunidenc Paramount Pictures posa fi al contracte de Tom Cruise, després de catorze anys de col·laboració. Raó invocada: les ximpleries de l'estrella des de fa un any, que han fet d'ell la riota dels mitjans de comunicació i dels còmics estatunidencs.

## Vida privada
Després d'uns quants mesos de relació, es casa en secret amb Mimi Rogers el 9 de maig de 1987. És l'origen de la seva conversió a l'Església de la Cienciologia.
Ella vol que deixi la seva passió per les curses de cotxes. La parella no sobreviurà a totes les seves diferències. El 1989, descobreix Nicole Kidman a la pel·lícula Firecars. Però, en aquell temps, encara està casat amb la Mimi Rogers. Una vegada divorciat, Tom Cruise i Nicole Kidman mostren en públic la seva relació. Es casen a Beverly Hills. Ha comprat una vasta vil·la, d'un valor de 35 milions de dòlars, que no té menys de 15 habitacions i 15 cambres de bany.
Des de 1990 la parella és una de les més famoses de Hollywood, i durant un temps van ser el matrimoni més glamurós de la jet set estatunidenca. Se separa, però, al cap d'uns deu anys, 2001. La causa va ser principalment una incompatibilitat religiosa. Volia veure els seus fills adoptats (Isabella i Connor) criats a la tradició catòlica.
Va conèixer Penélope Cruz, durant el rodatge de Vanilla Sky. Comencen a sortir públicament una setmana després de l'oficialització del divorci amb Nicole Kidman. El 2004, anuncia la fi de la seva relació.
A Katie Holmes la va conèixer durant la recerca d'una coprotagonista de la seva pel·lícula Missió: Impossible III. Va ser un amor a primera vista, i des del 2006, Tom Cruise està amb ella. El públic recorda sobretot el seu xou a l'emissió televisada d'Oprah Winfrey, on Tom Cruise, sobreexcitat, parla del seu amor a Holmes, balandrejant-se, agenollant-se, estrenyent les mans de l'Oprah, i saltant sobre el sofà, els braços a l'aire. Grans rialles del públic. Tanmateix, aquesta actuació va ser considerada com el signe d'un estat de desequilibri de l'actor. Allò va donar lloc a un nou terme de l'argot estatunidenc: jumping the couch (que es pot traduir per «saltar el sofà»), designant una vedette que "fa saltar els ploms".
Abans de casar-se amb la Katie Holmes va tindre la seva primera filla biològica: Suri, nascuda el 18 d'abril del 2006. El dissabte 18 de novembre d'aquell any, es casen al castell d'Odescalchi a Bracciano, a 30 km al nord de Roma, segons el ritual de l'Església de la cienciologia. És el tercer matrimoni d'en Tom Cruise, i el primer de la Katie Holmes. La premsa pensa que la parella no és més que un cop mediàtic, per a la promoció de tots dos.
Membre de la cienciologia des de la dècada del 1980, en Tom Cruise ha estat sovint criticat per a la seva actitud proselitista (sobretot des de mitjans de la dècada del 2000), parlant-ne molt i fent-ne l'apologia moltes vegades. Segons el periodista britànic Andrew Morton, autor de Tom Cruise, an unauthorized biography, l'actor hauria arribat a ser el número 2 de la cienciologia, tot i que ho va desmentir el 17 de gener del 2008. El novembre de 2018 el van acusar de danys físics a alguns membres d'aquesta organització.

## Filmografia
- 1981: Endless Love de Franco Zeffirelli, en el paper de Billy
- 1981: Més enllà de l'honor (Taps) de Harold Becker, en el paper de David Shawn
- 1983: Rebels (Outsiders) de Francis Ford Coppola, en el paper de Steve Randle
- 1983: Losin' It de Curtis Hanson, en el paper de Woody
- 1983: Risky Business de Paul Brickman, en el paper de Joel Goodson
- 1983: All the Right Moves de Michael Chapman, en el paper de Stefen Djordjevic
- 1985: Legend de Ridley Scott, en el paper de Jack
- 1986: Top Gun de Tony Scott, en el paper de Pete «Maverick» Mitchell
- 1986: El color dels diners (The Color of Money) de Martin Scorsese, en el paper de Vincent
- 1988: Cocktail de Roger Donaldson, en el paper de Brian Flanagan
- 1988: Rain Man de Barry Levinson, en el paper de Charlie Babbitt
- 1989: Born on the Fourth of July d'Oliver Stone, en el paper de Ron Kovic
- 1990: Dies de tro (Days of Thunder) de Tony Scott, en el paper de Cole Trickle
- 1992: Un horitzó molt llunyà (Far and Away) de Ron Howard, en el paper de Joseph Donnelly
- 1992: Alguns homes bons (A Few Good Men) de Rob Reiner, en el paper de Daniel Kaffee[6]
- 1993: The Firm de Sydney Pollack, en el paper de Mitch McDeere
- 1994: Entrevista amb el vampir (Interview with the Vampire: The Vampire Chronicles) de Neil Jordan, en el paper de Lestat de Lioncourt
- 1996: Missió: Impossible (Mission: Impossible) de Brian De Palma, en el paper d'Ethan Hunt
- 1996: Jerry Maguire de Cameron Crowe, en el paper de Jerry Maguire
- 1999: Eyes Wide Shut de Stanley Kubrick, en el paper de Bill Harford
- 1999: Magnolia de Paul Thomas Anderson, en el paper de Frank T.J. Mackey
- 2000: Missió: Impossible II (Mission: Impossible 2) de John Woo, en el paper d'Ethan Hunt
- 2001: Vanilla Sky de Cameron Crowe, en el paper de David Aames
- 2002: Minority Report de Steven Spielberg, en el paper de John Anderton
- 2003: L'últim samurai (The Last Samurai) d'Edward Zwick, en el paper de Nathan Algren
- 2004: Collateral de Michael Mann, en el paper de Vincent
- 2005: La guerra dels mons (War of The Worlds) de Steven Spielberg, en el paper de Ray Ferrier
- 2006: Missió: Impossible III (Mission: Impossible III) de Jeffrey Jacob Abrams, en el paper d'Ethan Hunt
- 2007: Lleons per xais (Lions for Lambs) de Robert Redford, en el paper del Senador Jasper Irving
- 2008: Valquíria (Valkyrie) de Bryan Singer, en el paper de Coronel Claus von Stauffenberg
- 2008: Tropic Thunder, de Ben Stiller en el paper d'Els Grossman
- 2010: Knight & Day de James Mangold, en el paper de Roy Miller
- 2011: Mission: Impossible – Ghost Protocol de Brad Bird, en el paper d'Ethan Hunt
- 2012: Rock of Ages, en el paper de Stacee Jaxx
- 2013: Jack Reacher, en el paper de Jack Reacher
- 2013: Oblivion, en el paper de Jack Harper
- 2014: Al límit de l'endemà (Edge of Tomorrow), en el paper de Maj. William Cage
- 2015: Mission: Impossible – Rogue Nation de Christopher McQuarrie, en el paper d'Ethan Hunt
- 2016: Jack Reacher: Never Go Back, en el paper de Jack Reacher
- 2017: The Mummy, en el paper de Nick Morton
- 2017: American Made, en el paper de Barry Seal
- 2018: Missió: Impossible – Fallout (Mission: Impossible – Fallout) de Christopher McQuarrie, en el paper d'Ethan Hunt
- 2022: Top Gun: Maverick, en el paper de Capità Pete "Maverick" Mitchell
- 2023: Mission: Impossible – Dead Reckoning Part One de Christopher McQuarrie, en el paper d'Ethan Hunt
- 2025: Mission: Impossible – Dead Reckoning Part Two de Christopher McQuarrie

### Ingressos bruts mundials
Aquestes quantitats no tenen en compte la inflació.
| Any  | Títol                  | Ingressos       |
| ---- | ---------------------- | --------------- |
| 2007 | Lleons per xais        | 14 893 000 USD  |
| 2005 | War of The Worlds      | 591 416 316 USD |
| 2000 | Missió: Impossible II  | 545 902 562 USD |
| 2003 | L'últim samurai        | 456 758 981 USD |
| 1996 | Missió: Impossible     | 456 494 833 USD |
| 2006 | Missió: Impossible III | 395 500 000 USD |
| 2002 | Minority Report        | 358 372 926 USD |
| 1988 | Rain Man               | 354 825 435 USD |
| 1986 | Top Gun                | 353 816 701 USD |
| 1996 | Jerry Maguire          | 273 552 592 USD |
| 1993 | The Firm               | 270 248 367 USD |
| 1992 | Alguns homes bons      | 243 240 178 USD |

## Guardons[calcitació]
| Any  | Premi                                       | Pel·lícula                 | Resultat  |
| ---- | ------------------------------------------- | -------------------------- | --------- |
| 1983 | Globus d'Or al millor actor musical o còmic | Risky Business             | Nominat   |
| 1989 | Globus d'Or al millor actor dramàtic        | Born on the Fourth of July | Guanyador |
| 1989 | BAFTA al millor actor                       | Born on the Fourth of July | Nominat   |
| 1989 | Oscar al millor actor                       | Born on the Fourth of July | Nominat   |
| 1992 | Globus d'Or al millor actor dramàtic        | Alguns homes bons          | Nominat   |
| 1996 | Globus d'Or al millor actor musical o còmic | Jerry Maguire              | Guanyador |
| 1996 | Oscar al millor actor                       | Jerry Maguire              | Nominat   |
| 1999 | Globus d'Or al millor actor secundari       | Magnolia                   | Guanyador |
| 1999 | Oscar al millor actor secundari             | Magnolia                   | Nominat   |
| 2003 | Globus d'Or al millor actor dramàtic        | L'últim samurai            | Nominat   |
| 2009 | Globus d'Or al millor actor secundari       | Tropic Thunder             | Nominat   |